# Весна Јаковљевић
Весна Јаковљевић (Смедерево, 20. фебруар 1971) српска је списатељица из Лонгаронеа у Италији.

## Биографија
Књижевница Весна Јаковљевић рођена је Смедереву, у којем је завршила економску школу. Данас живи у месту Лонгароне, недалеко од Белуна у Италији, у коју је отишла 1996. године. До сада је написала три збирке поезије – „Крзно вука”, „Гром” и „Племенито срце” и роман „Анђеоско лице”. Инспирација су јој животне радости и патње.
У октобру 2023. представила се читалачкој публици у Србији на 66. Међународном београдском сајму књига, уз подршку својих колега. Године 2024. објавила је енглеску верзију свог романа под називом „Angel Face”.
Учесница је бројних српских и међународних литерарних конкурса и културних манифестација, на којима је остварила завидне резултате, и заступљена је у многим песничким збиркама. Лауреаткиња је значајних награда.
Увршћена је у „Енциклопедију националне дијаспоре”, коју уређује Иван Калаузовић Иванус.
Мајка је тројице синова – Давида, Луке и Дарија.

## Дела
- Крзно вука – поезија (Београд, 2022)
- Анђеоско лице – роман (Београд, 2023)
- Гром – поезија (Београд, 2023)
- Племенито срце – поезија (Београд, 2023)
- Angel Face – роман Анђеоско лице на енглеском језику (2024)

## Награде и признања
- Златна значка за песму године на међународном такмичењу Европске академије српских знаности и уметности (Љубљана, Словенија)
- Проглашење песме „Улица погрешног човека” за најбољу на међународном такмичењу (Берђола Мађоре, Италија)
- Друго место са песмом „Волиш ли ме и сада?” (Пескјера дел Гарда, Италија)
- Похвалница за песму „Ђулија” (Бари, Италија)
- Диплома за песму „Мона Лиза” Књижевног клуба „Златно перо” (Књажевац, Србија)
- Похвалница за песму „Ждрал” Удружења књижевника „Стојан Живадиновић” (Сокобања, Србија)